# Autonomes FrauenLesbenReferat
Ein Autonomes FrauenLesbenreferat ist eine an den AStA angeschlossene, diesem jedoch nicht verpflichtete, freiwillige Vereinigung von Studentinnen. Die Referentinnen können von allen Studentinnen der Universität oder Hochschule gewählt werden und müssen auf einer Frauen-Vollversammlung nur diesen auch Rechenschaft ablegen. Ihren Ursprung haben die Referate in der zweiten Frauenbewegung.

## Geschichte
In Deutschland konnten Frauen ab 1900 Universitäten besuchen. Doch selbst wenn es ihnen gelang ein Studium zu absolvieren, blieb ihnen im Anschluss der Zutritt zu vielen akademischen Berufen verwehrt. Von 1908 bis 1933 studierten 10.000 Frauen, von denen nur 54 eine Dozentenstelle erhielten. Gegen Ende der 1920er Jahre, als ein Drittel der Studierenden Frauen waren, kam eine Debatte über die „Überspannung der Emanzipation“ auf, in der die „Überproduktion von Akademikerinnen“ kritisiert wurde. Das Gesetz gegen die Überfüllung deutscher Schulen und Hochschulen von 1933, das antisemitisch begründet war, führte auch einen geschlechtsspezifischen Numerus clausus ein, nachdem jeder zweite Abiturient, aber nur jede siebte Abiturientin einen Studienplatz erhalten sollte. Der Bildungsauftrag an den Schulen lautete für die Mädchen Vorbereitung auf ihre Rolle als Mutter im Dienste der Volksgemeinschaft. In naturwissenschaftlichen Fächer wurden Mädchen nur noch mit geringer Stundenzahl unterrichtet.
Zugang zu Lehre und Forschung erhielten Frauen in nennenswertem Umfang erst seit den 1970er Jahren im Zuge der zweiten Frauenbewegung. (siehe auch: Frauenstudium in Deutschland) Mit der strukturellen Diskriminierung von Frauen im deutschen Bildungswesen beschäftigte sich die Frauenbewegung vor allem in der Phase der Pluralisierung und Konsolidierung von 1976 bis 1980. In diesem Zusammenhang entstanden Frauen-Netzwerke an Universitäten, Hochschulen und Schulen sowie autonome Frauenbildungs- und Forschungszentren.
Einer der Missstände, die an den Universitäten und Hochschulen kritisiert wurden, ist unter anderem der geringe Anteil an Professorinnen, welcher 1977 bei 6,3 Prozent lag (2012 rund 19 Prozent). Des Weiteren wurde das Fehlen frauenspezifischer Inhalte der Seminare beklagt. Frauen kamen in den gelehrten Wissenschaften kaum vor. Erst ab Ende der siebziger Jahre nahmen die Hochschulen die Herausforderung feministischer Wissenschaftlerinnen an und erklärten die Förderung von Frauen „als Subjekt und Objekt der Wissenschaft“ zu einem Ziel der Universität. Die Nichtberücksichtigung längerer Studienzeiten von Frauen durch die Doppelbelastung infolge von Kinderbetreuung, und die daraus resultierenden finanziellen Hürden von Langzeitstudentinnen, wurde ebenfalls thematisiert. Die Universität als Institution war – und ist es bis in die Gegenwart – weitgehend in Männerhand. Mitte der 1970er Jahre gründeten Studentinnen darum Organisationsformen und Frauenräume, die nicht in den universitären Apparat eingegliedert sind. Autonomie ist für die Frauenbewegung in Deutschland eine Besonderheit und bedeutet Unabhängigkeit von männlicher Bestimmungsmacht. Autonome FrauenLesbenReferate befinden sich zwischen Autonomie und der Institution Universität. Um der Diskriminierung und Unsichtbarkeit von Lesben mehr Aufmerksamkeit zu geben, wurden diese in den Namen mit aufgenommen. Es gibt jedoch auch autonome lesbische Referate sowie Lesben- und Schwulenreferate getrennt von autonomen Frauenreferaten.
Die ersten autonomen Frauenreferate entstanden 1977 in den ASten der Unis in Hamburg und Frankfurt a. M. Unterstützt wurde die Etablierung der autonomen Frauenreferate von der studentischen Basisgruppenbewegung, während die gewerkschaftlich-orientierten Gruppen diesem Autonomie-Anspruch skeptisch gegenüberstanden und konservative studentische Listen wie der RCDS Autonome Frauenreferate rigoros ablehnten. Infolge der Etablierung autonomer Frauenreferate entstanden zudem Anfang der 1980er Jahre autonome Schwulen-, Lesben- und Behindertenreferate, das erste autonome Arbeiterkinder-Referat wurde hingegen erstmals 2003 an der Universität Münster eingerichtet, nach diesem Vorbild 2005 eine ähnliche Vertretung an der Universität Wien.

## Aufgaben
Auch heute noch sind die Hochschulen und Universitäten nicht frei von Sexismus, Heteronormativität und Lesbenfeindlichkeit. Durch FrauenLesbenReferate wird Studentinnen eine eigene Interessenvertretung eingeräumt. Ihre Aufgaben sind seit Beginn ihrer Schaffung weitgehend gleich geblieben: Sie setzen sich gegen jegliche geschlechtsspezifische Diskriminierung an der Hochschule ein, bieten einen geschlechtsexklusiven Schutzraum sowie oft auch Beratung an und organisieren Vernetzungstreffen, Vorträge und Workshops. Die Gestaltungsspielräume sind in Bundesländern, die keine verfasste Studierendenschaft haben, durch fehlende Finanzen stark eingeschränkt. Andere Referate haben genügend Ressourcen, so dass sie ggf. eine Frauenbibliothek/-archiv leiten oder Ladyfeste organisieren können.
Zweimal jährlich findet ein Bundesvernetzungstreffen für alle Frauen- und Lesbenreferate statt.

## FrauenLesbenReferate in Deutschland
Die Namensgebung und Eigenschreibweise erfolgt an den verschiedenen Universitäten uneinheitlich.
- Augsburg: FrauenLesbenReferat
- Berlin (FU): Autonomes LesBiTrans*InterA-Referat im AStA der Freien Universität
- Berlin (FU): Autonomes Frauenreferat im AStA der Freien Universität
- Berlin (HU): LGBTI-Referat als Vertretung der lesbischen, schwulen, bisexuellen, inter* und trans* Studierenden im Referent_innenRat der Humboldt-Universität[15]
- Berlin (HU): Referat für queer_Feminismus als Vertretung der FrauenLesbenTrans*Inter*-Studierenden im Referent_innenRat der Humboldt-Universität[16]
- Bielefeld: Autonomes Feministisches Referat für FrauenLesbenTransGender
- Braunschweig: Autonomes FrauenLesbenReferat TU Braunschweig
- Bremen: Autonomes Feministisches Referat
- Dortmund: Autonomes Frauenreferat TU Dortmund
- Frankfurt am Main: Autonomes FrauenLesben Referat
- Gießen: Autonomes queer-feministisches Frauenreferat im AStA der JLU
- Hamburg: FrauenLesbenRat der Universität Hamburg (FLR)
- Kassel: Autonomes Referat für Frauen und Geschlechterpolitik
- Mainz: Autonomes AlleFrauenreferat
- Marburg: Autonomes FrauenLesbenReferat
- Münster: Autonomes Frauenreferat
- Münster: Autonomes Lesbenreferat
- Oldenburg: Autonomes Feministisches Referat
- Trier: Autonomes queerfeministisches Frauenreferat